# Drammens Ballklubb
Il Drammens Ballklubb è una società calcistica norvegese con sede nella città di Drammen. Milita nella 4. divisjon, quarto livello del campionato norvegese.

## Storia
Il club fu fondato nel 1909. Fu finalista nella Coppa di Norvegia 1930, ma fu sconfitto dallo Ørn. Nel campionato 1937-1938, giocò nella massima divisione, ma retrocesse a fine stagione. Vi ritornò per l'annata 1947-1948, ma con la riorganizzazione del calcio norvegese retrocesse di nuovo. Non riuscì più a tornare nel massimo campionato.

## Giocatori

### Il Drammens e le Nazionali di calcio
Lista dei calciatori che hanno giocato per la Nazionale norvegese mentre militavano nelle file del Drammens.
- Willy Aronsen
- Alf Lagesen
- Arne Svendsen

## Palmarès

### Altri piazzamenti
- Coppa di Norvegia:

Finalista: 1930